# Варгас, Кеннет
Кеннет Геррардо Варгас (исп. Kenneth Gerardo Vargas; род. 17 апреля 2002, Сан-Хосе) — коста-риканский футболист, вингер клуба «Харт оф Мидлотиан» и сборной Коста-Рики.

## Клубная карьера
Варгас — воспитанник клуба «Эредиано». В 2021 году игрок на правах аренды перешёл в «Мунисипаль Гресия». В матче против «Сантос де Гаупилес» он дебютировал в чемпионате Коста-Рики. 7 марта в поединке против «Депортиво Саприсса» Кеннт забил свой первый гол за «Мунисипаль Гресия». По окончании аренды Варгас вернулся в «Эредиано». 15 января 2022 года в матче против своего предыдущего клуба «Мунисипаль Гресия» он дебютировал за основной состав. В этом же поединке Кеннет забил свой первый гол за клуб.
Летом 2023 года Варгас был арендован шотландским «Харт оф Мидлотиан». 13 августа в матче против «Килмарнока» он дебютировал в шотландской Премьер-лиге.